# Joan Borrell

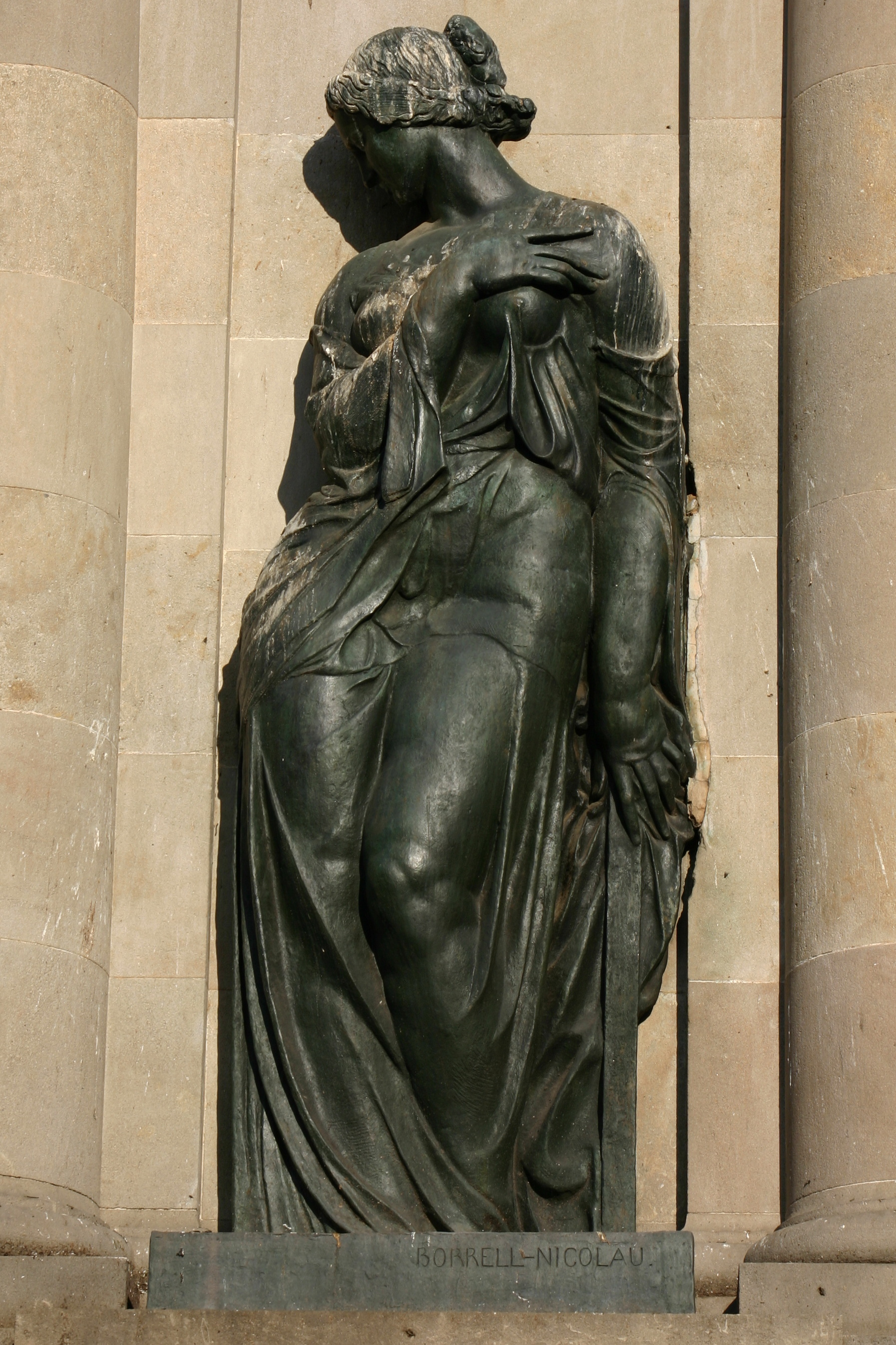
Mujer, plaza de Cataluña.

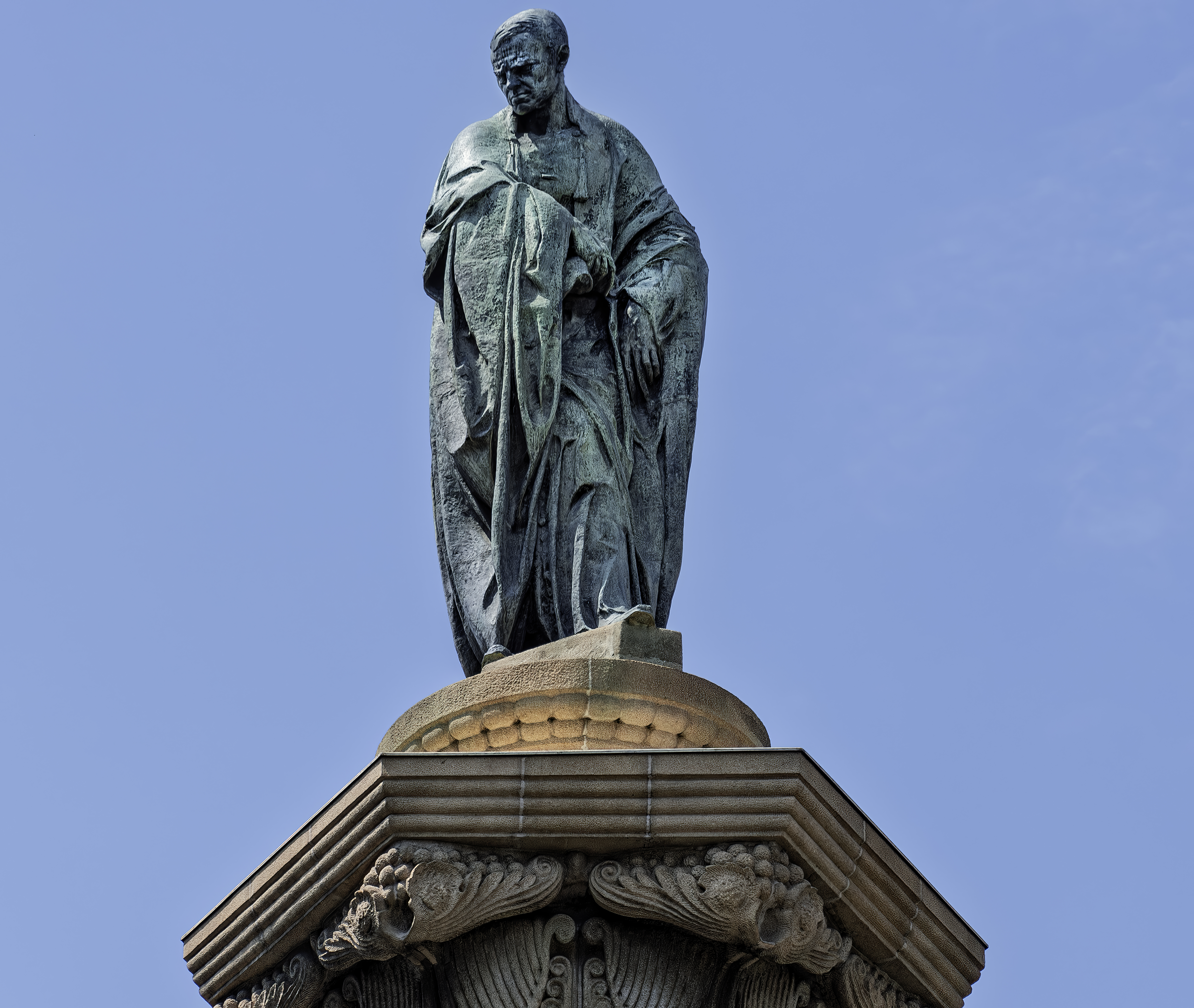
Monumento a Mosén Jacint Verdaguer.

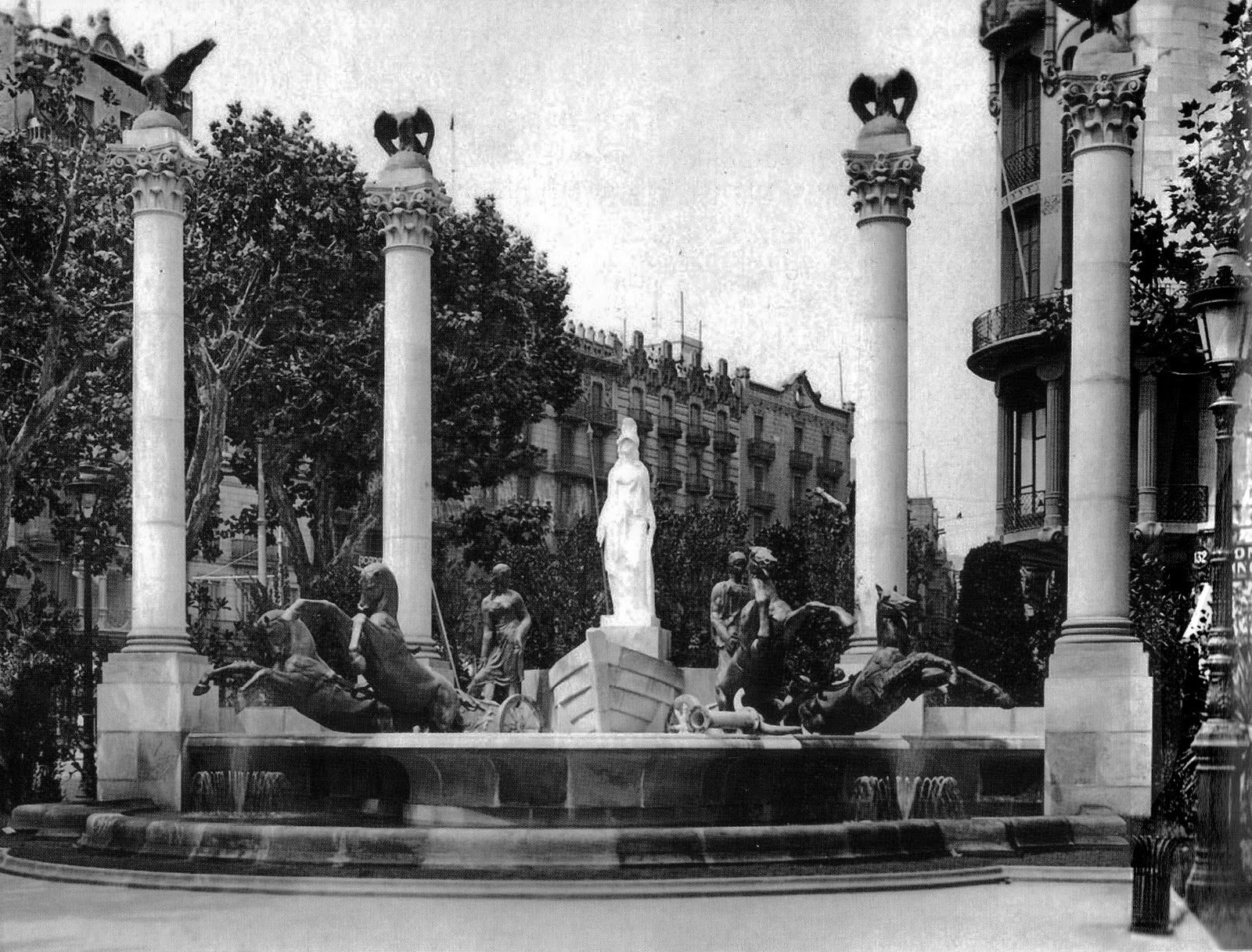
Fuente de la Aurora.

Joan Borrell i Nicolau (Barcelona, 13 de agosto de 1888-26 de abril de 1951) fue un escultor español.

## Biografía
Hijo del notario de la Puebla de Segur, vivió en esta ciudad hasta los trece años, que se trasladó a Barcelona a casa de su abuela materna.
Estudió en la escuela de la Lonja y entró como aprendiz en los talleres de Agapito Vallmitjana y Enric Clarasó.
Instaló su primer taller en Barcelona, donde tomó como ayudante a Josep Viladomat y a Martí Llauradó i Mariscot. Entró a formar parte de la asociación de Las Artes y los Artistas, con los que hizo varias exposiciones.
Vivió en París durante un tiempo, donde hizo amistad con Maillol, Picasso, Rodin, etc. hasta el año 1916 que volvió definitivamente a Barcelona, a partir de entonces, residió entre Barcelona, Madrid y Palma, teniendo talleres en las tres ciudades.
Fue nombrado miembro de la Academia de Bellas Artes de San Jorge el año 1950.

## Obras destacadas
- 1910- Fuente de la Maternidad. Montjuïc. Barcelona
- 1911- Retrato de Joaquim Folch i Torres
- 1912- Monumento a Mosén Jacint Verdaguer en Barcelona
- 1912- Busto de Jacint Verdaguer. Vich
- 1916- Sepulcro del obispo Torras i Bages. Catedral de Vich.
- 1918- Busto de Prat de la Riba. Generalidad de Cataluña. Barcelona
- 1918- Maternidad. Sitges
- 1928- Mujer y Lérida. Plaza de Cataluña. Barcelona
- 1928-1929- Fuente de la Aurora. Barcelona
- 1929, Nimfa que es pentina. Plaza Joaquim Folguera, Barcelona.
- 1929- Damian Ramis. Museo Nacional Centro de Arte Reina Sofía. Madrid
- 1929- Regino Sainz de la Maza.Museo Nacional de Arte de Cataluña. Barcelona y Plaza pública en Burgos.
- 1934- El despertar. MNAC de Barcelona
- 1939- Virgen de Ribera. Puebla de Segur
- 1943- Chopin. Cartuja de Valldemosa
- 1944- Virgen Inmaculada. Iglesia de San Sebastián. Palma de Mallorca
- 1949- Jaime Balmes. Vich
- 1951- Nacimiento de Venus. Museo Nacional de Arte de Cataluña. Barcelona